# Esteban de Armenia
Esteban de Armenia (1111-7 de febrero de 1165) fue el mariscal de Armenia, hijo del príncipe León I de Armenia y Beatriz de Rethel.
Su padre lo nombró mariscal en 1138, debido a la invasión de Juan II Comneno, y escapó de la captura al refugiarse en Edesa. En 1157, comenzó a atacar los territorios bizantinos alrededor de Marash contra la voluntad de su medio hermano Teodoro, aunque no logró capturar Marash. El gobernador bizantino de Tarso, Andrónico Euforbeno, lo invitó a un banquete. El cadáver de Esteban fue encontrado al día siguiente y se creía que Andrónico lo asesinó. Teodoro se vengó de su muerte masacrando a los griegos que vivían en sus dominios, lo que habría llevado a la guerra si Amalarico I de Jerusalén no hubiera intervenido para lograr la paz.
Tuvo al menos tres hijos con su esposa Rita de Barbaron:
- Rubén III.[1]
- León II.[1]
- Dolete, quien se casó con Beltrán Embriaco.[1]